# 이재구 (배우)
이재구(1965년 11월 6일 ~ )는 대한민국의 영화 배우이다.

## 출연

### 영화 작품
- 2021년 《세상은 요지경》
- 2021년 《타이거마스크》 - 관장 역
- 2018년 《여곡성》 - 장 서방 역
- 2018년 《창궐》 - 대신 2 역
- 2018년 《임을 위한 행진곡》 - 철호 역
- 2018년 《1급기밀》 - 방송국본부장 역
- 2017년 《꾼》 - 보석상사장 역
- 2017년 《소시민》 - 지구대장 역
- 2016년 《보고싶다》 - 아들 역
- 2015년 《미안해 사랑해 고마워》 - 송 팀장 역
- 2015년 《워킹걸》 - 난희 아버지 역
- 2014년 《명량》 - 조문옹 역
- 2014년 《우아한 거짓말》 - 화연 아빠 역
- 2014년 《여배우는 너무해》 - 탁 대표 역
- 2013년 《완전 소중한 사랑》 - 예나 아빠 역
- 2013년 《뜨거운 안녕》 - 충의 부 역
- 2013년 《붉은 가족》 - 그림자 대장 역
- 2012년 《차이나 블루》 - 음반사 사장 역
- 2012년 《내가 살인범이다》 - 박PD 역
- 2011년 《최종병기 활》 - 후만 역
- 2011년 《완득이》 - 과거 캬바레 차력사 역
- 2010년 《여의도》 - 금감원 직원 역
- 2010년 《불량남녀》 - 장 형사 역
- 2010년 《반가운 살인자》 - 영석 친구 역
- 2010년 《우리 만난 적 있나요》 - 반장 역
- 2010년 《구르믈 버서난 달처럼》 - 최 사또 역
- 2009년 《전우치》 - 제작자 역
- 2009년 《시크릿》 - 구철승 역
- 2009년 《백야행 - 하얀 어둠 속을 걷다》 - 강남 팀장 역
- 2009년 《용서는 없다》 - 레미콘 간부 역
- 2008년 《눈에는 눈 이에는 이》 - 박 형사 역
- 2007년 《못말리는 결혼》 - 김 실장 역
- 2007년 《이장과 군수》 - 비서 역
- 2007년 《뷰티풀 선데이》 - 의사 역
- 2007년 《수》 - 최 형사 역
- 2007년 《오래된 정원》 - 최 신부 역
- 2006년 《라디오 스타》 - 원주 지 국장 역
- 2006년 《타짜》 - 춘재 역
- 2006년 《천하장사 마돈나》 - 노동사무소 직원 역
- 2006년 《우리들의 행복한 시간》 - 분교 선생님 역
- 2006년 《손님은 왕이다》 - 형사 2 역
- 2006년 《백만장자의 첫사랑》 - 사투리지도 선생님 역 (우정출연)
- 2006년 《야수》 - 강 수사관 역
- 2005년 《미스터 주부퀴즈왕》 - 유 PD 역
- 2005년 《혈의 누》 - 검율 역
- 2005년 《마파도》 - 형사 역
- 2005년 《댄서의 순정》 - 사진사 역
- 2005년 《그때 그사람들》 - 주 과장 부하 권영조 역
- 2004년 《범죄의 재구성》 - 한국은행 대리 역
- 2004년 《아라한 장풍대작전》 - 건물 직원 간부 역
- 2004년 《그녀를 믿지 마세요》 - 심사위원 3 역
- 2004년 《여선생 VS 여제자》 - 김준성 역
- 2003년 《선생 김봉두》 - 성만 부 역
- 2003년 《바람난 가족》 - 박재구 역
- 2002년 《광복절 특사》 - 보안과 교도관 역
- 2002년 《로드무비》 - 심문 형사 역
- 2002년 《2424》 - 서울일보 역
- 2002년 《4발가락》 - 변호사 역
- 2001년 《두사부일체》 - 종로파 보스 역
- 2000년 《신혼여행》 - 부교주 역
- 1998년 《퇴마록》 - 기동대원 A 역
- 1995년 《아름다운 청년 전태일》 - 바보회 회원 역

### 텔레비전 드라마
- 2009년 SBS 《시티홀》 - 인주시청 부시장 예산 역
- 2009년 MBC 《친구, 우리들의 전설》
- 2010년 SBS 《자이언트》
- 2013년 KBS 《상어》
- 2014년 MBC 《왔다! 장보리》
- 2014년 OCN 《리셋》
- 2015년 MBC 《화정》 - 상선 역
- 2018년 OCN 《플레이어》 - 추원기 역
- 2019년 TV CHOSUN 《바벨》 - 리키 역
- 2019년 OCN 《빙의 (드라마)》 - 황영길 역
- 2020년 채널A 《유별나! 문셰프》 - 진태수 역
- 2022년 ~ 2023년 SBS 《트롤리》 - 박두섭 역
- 2023년 ~ 2024년 KBS2 《고려거란전쟁》 - 대도수 역